# Приходько Сергій Едуардович
Сергій Едуардович Приходько (нар. 12 січня 1957, Москва, СРСР — пом. 26 січня 2021, Москва, Росія) — російський державний діяч, дипломат . Займався питаннями міжнародного співробітництва кабінету міністрів Росії.
Перший заступник керівника Апарату Уряду Російської Федерації (з 18 травня 2018 по 21 січня 2020 та з 2012 по 2013 рік). З 2013 по 2018 — Заступник голови Уряду Російської Федерації — керівник Апарату Уряду Російської Федерації. З 2004 по 2012 рік — Помічник президента Російської Федерації, З 1999 по 2004 рік — Начальник Управління Президента Російської Федерації із зовнішньої політики, з 1998 по 2004 рік — Заступник керівника Адміністрації президента Російської Федерації.
Учасник скандалу з Настею Рибкою, його кілька разів звинувачували в корупції.

## Біографія
Сергій Едуардович Приходько народився 12 січня 1957 року у Москві. Його батько працював у Військовій академії бронетанкових військ ЗС СРСР у Москві, мати була науковим співробітником Центрального науково-дослідного інституту чорної металургії імені І. П. Бардіна (Москва).
У 1980 році закінчив Московський державний інститут міжнародних відносин МЗС СРСР . Під час навчання проходив стажування у Празькій Вищій школі економіки (Чехословацька Соціалістична Республіка (ЧССР)). Після закінчення інституту перебував на дипломатичній роботі в Посольстві Радянського Союзу в ЧССР.
Помер 26 січня 2021 року в Москві у віці шістдесяти чотирьох років (від бічного аміотрофічного склерозу). Похований на Троєкурівському цвинтарі.

### Посади
У 1980—1985 роках був черговим референтом і аташе Посольства Радянського Союзу в Чехословацькій Соціалістичній Республіці (ЧССР).
У 1986—1987 роках — аташе, третій секретар управління соціалістичних країн Європи МЗС СРСР. У 1992—1993 роках — другий секретар, перший секретар Посольства Російської Федерації в Чехії. У 1993—1997 роках — завідувач відділу Балтії, начальник відділу, заступник директора європейського департаменту МЗС Російської Федерації.
З 9 квітня 1997 — помічник Президента Російської Федерації. З 11 вересня 1998 — надзвичайний і повноважний посланець I класу.
З 14 вересня 1998 — заступник керівника Адміністрації Президента Російської Федерації. З 2 лютого 1999 — заступник керівника Адміністрації Президента РФ — начальник Управління Президента Російської Федерації із зовнішньої політики. З 17 червня 1999 — надзвичайний і повноважний посол. У квітні 2003 року Сергій Приходько був обраний головою Ради директорів Корпорації «Тактичне ракетне озброєння» (КТРВ) (створена у 2002 році на базі науково-виробничого центру «Зірка-Стріла»), а у вересні того ж року — членом Ради директорів ВАТ «Авіаційна холдингова компанія „Сухий“».
З 26 березня 2004 року — помічник Президента Російської Федерації . На цій посаді він, як і раніше, забезпечував діяльність глави держави у сфері міжнародних відносин та координував діяльність управління із зовнішньої політики, яке очолив його колишній заступник та однокурсник у МДІМВ Олександр Манжосін.
У жовтні 2004 року Приходько був обраний головою Ради директорів ВАТ «ТВЕЛ» — одного з найбільших у світі виробників уранового палива, щоправда, вже у травні 2005 року новим головою правління компанії став голова Адміністрації Президента РФ Сергій Собянін.
У 2006 році Приходько брав участь у підготовці 32-го саміту G8 («великої вісімки»), який пройшов під головуванням Росії.
У грудні 2007 року Президент Росії В. В. Путін підписав указ про створення оргкомітету з підготовки форуму «Азіатсько-тихоокеанське економічне співробітництво» у 2012 році, та призначив Сергія Приходька головою оргкомітету.
13 травня 2008 року Президент Росії Дмитро Медведєв своїм указом призначив Приходько одним із шести помічників президента РФ. З 21 травня 2012 року — перший заступник керівника Апарату Уряду Російської Федерації.
З 9 травня 2013 р. — тимчасово виконуючий обов'язки керівника Апарату Уряду Російської Федерації. З 22 травня 2013 року по 18 травня 2018 року — заступник голови Уряду Російської Федерації та керівник Апарату Уряду Російської Федерації.
У листопаді 2014 року Президент Росії Володимир Путін призначив Приходька головою оргкомітету Петербурзького міжнародного економічного форуму (ПМЕФ). З цього моменту організація форуму здійснюється рівні Апарату Уряду Російської Федерації, а не Міністерства економічного розвитку РФ, як це було раніше.
18 травня 2018 року був призначений першим заступником глави Апарату Уряду Російської Федерації, змінивши на цій посаді Максима Акімова.

### Діяльність
13 жовтня 2010 року у відповідь на запис у «Твіттері» губернатора Тверської області Дмитра Зеленіна про живі дощові хробаки в салаті, поданому на офіційному прийомі в Кремлі, Сергій Приходько заявив: «На щастя, я займаюся питаннями зовнішньої політики, але мав би, напевно, порекомендувати своїм колегам-юристам ввести у формулювання оцінки діяльності губернаторів таку статтю, як „звільнення з недоумства“».
Ряд джерел називали Приходько одним із найвпливовіших чиновників в адміністрації президента: саме він нібито приймав найважливіші рішення при контактах з іноземними урядами і фактично керував діями російського МЗС, формуючи всю російську зовнішню політику.
Газета The Telegraph у 2018 році зазначила, що у серпні 2016 року відбулася неформальна зустріч Сергія Приходька та Олега Дерипаски, через місяць після того, як Пол Манафорт, який на той момент керував виборчою кампанією президента США Дональда Трампа, запропонував «приватні брифінги» Дерипасці. Хоча прізвище Трампа у відеофрагментах не згадується, сам факт неформальної зустрічі російських чиновника та мільярдера, під час якої обговорюються відносини Росії та США, у співробітників газети Telegraph викликав додаткові питання про можливу змову з урядом Путіна.

### Особисте життя
Був одружений з Наталією Серафимівною Приходькою, сестра якої є дружиною Сергія Ястржембського. У них дві доньки — Світлана та Наталя.
Іван Садчиков, зять Сергія Приходька, володіє альпійським шале площею 12 соток у французькому альпійському місті Межев на кордоні зі Швейцарією. Згідно з документами французького реєстру нерухомості, вартість шале дорівнює як мінімум 2,1 млн євро або приблизно 156 млн рублів.
Володів чеською, французькою та англійською мовами. Захоплювався рибалкою та полюванням.

## Власність та доходи
Згідно з офіційними даними, дохід Сергія Приходька за 2011 рік склав 6 790 000 рублів, дохід його дружини — 6 740 000 рублів. Разом з дружиною Сергію Приходьку належать 4 земельні ділянки загальною площею 5 гектарів, житловий будинок площею 1,6 тис. м², 4 квартири, 4 машиномісця, нежитлове приміщення, лазня, 3 легкові автомобілі марок Mercedes-Benz, Toyota Land Cruiser та Audi A6, катер Атлантіс .
Згідно з офіційними деклараціями про доходи, дружина Приходько в 2015 році заробила більше за всіх інших дружин службовців Кремля і кабміну — 119 мільйонів рублів .

## Звинувачення у корупції

### 2013 рік
У листопаді 2013 року у низці ЗМІ було опубліковано результати одного з розслідувань Фонду боротьби з корупцією Олексія Навального, де стверджувалося, що Приходько має в користуванні незадекларовану ділянку у дачному кооперативі «Сосни» на березі річки Істри, неподалік села Лешкове Істринського району. За підрахунками ФБК, Приходько, який перебуває на держслужбі з 1987 року, з 2008 (коли на нього була оформлена перша ділянка) по 2012 рік заробив 35,5 мільйона рублів, про це ринкова вартість земельної ділянки без будівель становить близько 185 мільйонів рублів.
17 лютого 2014 року начальник антикорупційного управління Адміністрації президента Росії Олег Плохой відповів Навальному, що «Сім'єю Приходько земельні ділянки купувалися починаючи з 2005 року, будівництво житлового будинку і лазні здійснювалося з 2006 року», а дохід подружжя Приходька за 2009—2012 роки склав понад 60 млн рублів, що, за його словами, достатньо для придбання та утримання заміської нерухомості.

### 2018 рік
тупик8 лютого 2018 року Фонд боротьби з корупцією випустив розслідування про корупційну діяльність Сергія Приходька, опублікувавши відео під назвою «Яхти, олігархи, дівчатка: мисливець на чоловіків викриває хабарника». Засновник ФБК Олексій Навальний стверджував, що Приходько протягом трьох днів відпочивав у Норвегії на яхті мільярдера Олега Дерипаски Elden і потім, ймовірно, скористався його особистим літаком. ФБК звинуватив чиновника в завуальованому хабарі, назвавши цей час з олігархом прихованою формою корупції. У фільмі Навальний також демонструє фотографії нерухомості Приходька та його дружини, вказуючи на той факт, що їх офіційних доходів явно недостатньо, щоб мати таку нерухомість, як заміський будинок площею 1580 м² на ділянці 2,8 гектара та дві квартири загальною площею 350 м². престижному житловому будинку в Шведському тупику в центрі Москви оцінною вартістю понад 1 мільярд рублів.
За твердженням Навального, у розслідуванні використовувалися лише відкриті джерела — насамперед публікації у соцмережах «дівчата з ескорт-агентства» Насті Рибки (справжнє ім'я — Анастасія Вашукевич) та її книга «Щоденник за спокусою мільярдера, або Клон для олігарха». Сама Рибка звинувачувала Дерипаску і Приходька в груповому згвалтуванні і тому, що вони обходилися з нею неналежним чином.
Сам Приходько в інтерв'ю назвав розслідування «провокацією», в якій «сумбурно змішане все можливе і неможливе — від мого друга (тобто Олега Дерипаски) до американського президента Трампа та невідомого мені особисто Манафорта». Він заявив, що хотів би «відповісти Навальному по-чоловічому», проте не подаватиме до суду на опозиціонера: тому буде «занадто багато честі», і «достатньо того, що це зроблять інші» (тобто Дерипаска).
У день виходу розслідування «ескорт-модель і блогер» Настя Рибка у своєму акаунті в Instagram запропонувала Олегу Дерипасці на ній одружитися і тим самим врятувати її від втрати «своєї честі та гідності» — інакше вона напише «заяву на зґвалтування, групову» щоб «він і його друг» на ток-шоу «Пусть говорят» відповіли за свої вчинки; обставини «згвалтування» та ім'я «друга» дівчина не розкрила. Наступного дня вона відмовилася від своїх слів, назвавши їх «фейком» і «тролінгом тупих баб».
9 лютого 2018 року ФБК направив до Слідчого комітету та Генпрокуратури РФ заяву з вимогою провести перевірку відомостей, викладених у розслідуванні та що стосуються Приходька.

#### Заборона публікації розслідування
9 лютого, через день після публікації, Роскомнагляд, на підставі рішення Усть-Лабінського районного суду Краснодарського краю вніс до Єдиного реєстру заборонених сайтів інтернет-адреси розслідування на сайті Навального та його відеоверсії на YouTube, а також ухвалив видалити фотографії позивача з уже опублікованих новин. Ухвалу суду було винесено за клопотанням у рамках позову Дерипаски до Анастасії Вашукевич (Насті Рибки) та Олександра Кириллова (Олекса Леслі) за публікацію матеріалів про його особисте життя без дозволу.

## Нагороди
- Орден Достик II ступеня (Казахстан, 2004)[46].
- Орден святого благовірного князя Данила Московського ІІ ступеня Російської православної церкви (2007 рік)[47].
- Великий офіцер ордена «За заслуги перед Італійською Республікою» (12 лютого 2010)[48].
- Медаль «За внесок у створення Євразійського економічного союзу» І ступеня (13 травня 2015 року, Вища рада Євразійського економічного союзу)[49].
- Орден преподобного Сергія Радонезького II ступеня Російської православної церкви (2017 рік)[50].
- Медаль Столипіна П. А. І ступеня (31 січня 2017 року) — за великий внесок у вирішення стратегічних завдань соціально-економічного розвитку країни та забезпечення діяльності Уряду Російської Федерації[51]

Інше
- Подяка Президента Російської Федерації (30 березня 1998 року) — за активну участь у підготовці Послання Президента Російської Федерації Федеральним Зборам 1998[52].
- Подяка Президента Російської Федерації (30 липня 1999 року) — за активну участь у реалізації плану політичного врегулювання конфлікту між Союзною Республікою Югославією та НАТО та надання гуманітарної допомоги населенню Союзної Республіки Югославії[53].
- Подяка Президента Російської Федерації (12 серпня 1999 року) — за активну участь і підготовку Послання Президента Російської Федерації Федеральним Зборам 1999[54].
- Грамота Співдружності Незалежних Держав (1 червня 2001 року) — за активну роботу зі зміцнення та розвитку Співдружності Незалежних Держав[55].
- Почесна грамота Президента Російської Федерації (12 січня 2010 року) — за багаторічну плідну роботу щодо забезпечення діяльності Президента Російської Федерації[56].
- Подяка Президента Російської Федерації (18 січня 2010 року) — за активну участь у підготовці послання Президента Російської Федерації Федеральним Зборам Російської Федерації[57].

## Фільмографія
- 2012 — «Путін, Росія та Захід», документальний фільм Бі-бі-сі, містить інтерв'ю з Сергієм Приходьком[58] .